# Ildefonsovy ostrovy
Ildefonsovy ostrovy (španělsky Islas Ildefonso) je skupina ostrovů v Chile. Ostrovy patří do obce Cabo de Hornos v Chilském antarktickém území v regionu Magallanes a Chilská Antarktida. Leží 96 km západně od Isla Hermite, části Ohňové země, 93 km severo-severozápadně od ostrovů Diego Ramirez, 27 km jižně od Isla Hoste a 23 km od útesů poblíž Isla Hoste.